# King's Road

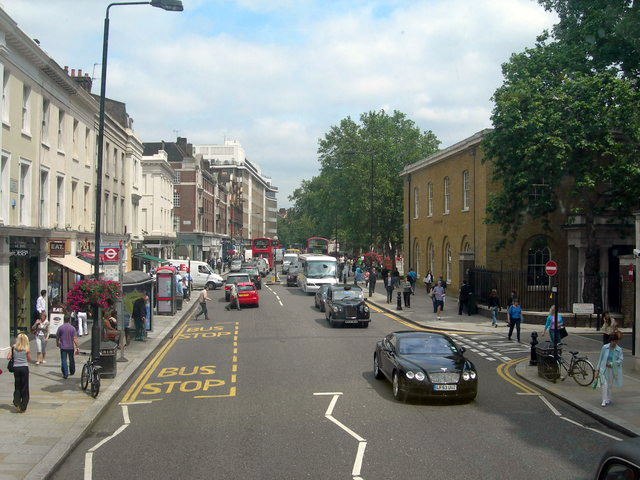
King's Road.

King's Road är huvudgata i Chelsea i London. Den går nästan rakt västerut från Sloane Square mot Fulham och är numera också en av de "finare" shoppinggatorna. Den har fått sitt namn efter Karl II som använde vägen för att ta sig till Kew. 1830 öppnades den för allmänheten. Thomas Arne bodde på nr 215 och det antas att han komponerade musiken till "Rule, Britannia!" där. 
Under 1960-talet var King's Road hemvist för hippierörelsen. Ett tiotal år senare blev gatan centrum för punkmodet. På Nr 430 drev Vivienne Westwood och Malcolm McLaren butiken "Sex" (senare omdöpt till "Sedationaries") där medlemmarna i band som Sex Pistols köpte sina kläder och inspirerade en hel ungdomsgeneration. Många fler butiker i samma stil öppnade och frodades på King's Road under denna tid. 
Inte mycket på King's Road påminner idag om dess historia som centrum för 1960- och 70-talens alternativkulturer. Stigande fastighetspriser och lokalhyror har lett till att exklusivare butiker flyttat in. Också de boende är mer burgna och traditionell engelsk överklass dominerar.